# Гай Фабриций Лусцин
Гай Фабриций Лусцин (на латински: Gaius Fabricius Luscinus, Gaius Fabricius Luscinus Monocularis) е политик на Римската република. Той е първият (homo novus) от плебейската фамилия Фабриции от Алетриум, който служи в Рим.

## Политическа кариера
През 284 пр.н.е. той е посланик в Тарентум. През 282 пр.н.е. става консул с Квинт Емилий Пап. Фабриций получава подарък от Пир I един слон.
След прекратяване на битките с галите и етруските римляните отиват на помощ на град Турии. Гай Фабриций Лусцин побеждава луканите и пленява техния вожд Статилий. Рим настанява войски в гръцките градове Локри, Кротон, Турии и Регион.
Римска флота от десет кораба отива на пристанището на Таранто, въпреки че по римско-тарентски договор от 303 пр.н.е. на римляните е забранено да изпращат кораби на Тарентския залив. Тарентините унищожават тогава римските кораби и завладяват през зимата 282/281 пр.н.е. Турии и изгонват техния римски гарнизон. Те извикват цар Пир на помощ. Започва Тарентинийската война.
През 280 пр.н.е. той и колегата му Квинт Емилий Пап отиват с делегация на мирни преговори при цар Пир на Епир.
През 278 пр.н.е. Фабриций е за втори път консул с Квинт Емилий Пап. Бие се успешно против луканите, самнитите и брутите. Бие се против цар Пир I.
Фабриций е избран за цензор през 275 пр.н.е. отново заедно с Квинт Емилий Пап.